# Phoenix Wright: Ace Attorney − Spirit of Justice
Phoenix Wright: Ace Attorney − Spirit of Justice, conocido en Japón como Gyakuten Saiban 6 (逆転裁判6?   "Vuelco en el juicio 6"), es un videojuego del género novela visual publicado y desarrollado por Capcom para Nintendo 3DS. Es la sexta entrega de la serie principal de juegos de Ace Attorney. El juego salió a la venta el 9 de junio de 2016 en Japón y el 8 de septiembre de 2016 en Europa y América.

## Argumento
La trama de Spirit of Justice vuelve a centrarse en el abogado defensor Phoenix Wright y sus dos suplentes Apollo Justice y Athena Cykes. Phoenix se reúne con su vieja amiga y compañera médium, Maya Fey, durante su visita a la nación de Khura'in, donde los abogados se consideren innecesarios ya que los médiums, tales como la joven sacerdotisa Rayfa Padma Khura'in, son capaces de evocar visiones de las memorias de la víctima momentos antes de su muerte. Como siempre, Phoenix y Maya tratan de demostrar que incluso un método supuestamente definitivo para condenar a los acusados tiene sus propias contradicciones, mientras que Apollo y Athena se quedan en casa lidiando con sus propios casos. En uno de los casos Apollo tiene que defender a la hija adoptiva de Phoenix, Trucy Wright. Además, uno de los tráileres muestra a Phoenix y Apollo enfrentados en ambos lados del juicio, enfrentándose entre sí por primera vez.

## Novedades con respecto a los otros juegos de la serie
Sistema judicial distinto
En el Reino de Khura'in ha estado durante años regidos por el juez, un fiscal y la princesa, y prescinden de los abogados, haciendo un acto de culpabilidad más inmediato.
Fusión de dos mundos
Respecto a otras entregas, se han dejado muy al margen las labores de cada personaje. En esta entrega podemos observar que todos están en reunión.
Fuente de la divinidad
La fuente de la divinidad esta dotada de los poderes de la Santa Madre tiene como característica ver lo último que la víctima ha llegado a ver. Se requiere de la princesa y de una danza de la devoción para "activar" la fuente, cosa que solo pueden hacer las médiums de la técnica de canalización Khurain.

## Casos

#### Episodio 1: El caso extranjero
```
Fecha: 24 de abril de 2028
Abogado: Phoenix Wright
Fiscal: Gaspen Payne
```

```
Víctima: Pat Rohl
Acusado: Ahlbi Ur'gaid
Testigos: Ahlbi Ur'gaid, Rayfa Padma Khura'in y Pees'lubn Andistan'dhin
Culpable: Pees'lubn Andistan'dhin
```

#### Episodio 2: El caso mágico
```
Fechas: 27 de abril de 2028 - 28 de abril de 2028
Abogado: Apollo Justice
Ayudante: Athena Cykes
Fiscal: Nahyuta Sahdmadhi
```

```
Víctima: Manov Mistree
Acusada: Trucy Wright
Testigos: Ema Skye, Betty de Famme, Bonny de Famme, Trucy Wright y Roger Retinz
Culpable: Roger Retinz
```

#### Episodio 3: El caso del rito
```
Fechas: 9 de mayo de 2028 - 12 de mayo de 2028
Abogado: Phoenix Wright
Ayudantes: Rayfa Padma Khura'in y Maya Fey
Fiscal: Nahyuta Sahdmadhi
```

```
Víctimas: Tahrust Inmee y Puhray Zeh'lot
Acusada: Maya Fey
Testigos: Rayfa Padma Khura'in, Datz Are'bal, Ema Skye y Tahrust Inmee
Culpable: N/A (suicidio y accidente)
```

#### Episodio 4: El caso del cuentacuentos
```
Fecha: 13 de mayo de 2028
Abogada: Athena Cykes
Ayudante: Simon Blackquill 
Fiscal: Nahyuta Sahdmadhi
```

```
Víctima: Taifu Toneido
Acusado: Bucky Whet
Testigos: Simon Blackquill, Geiru Toneido, Bucky Whet y Uendo Toneido (Uendo, Patches, Kisegawa y Owen)
Culpable: Geiru Toneido
```

#### Episodio 5: El caso de la revolución
Caso civil
```
Fecha: 17 de mayo de 2028
Abogado: Apollo Justice
Ayudante: Athena Cykes
Fiscal: Phoenix Wright
```

```
Demandante: Paul Atishon-Whimperson
Acusado: Dhurke Sahdmadhi
Testigos: Ema Skye, Paul Atishon-Whimperson y Armie Buff
Acreedor: Dhurke Sahdmadhi
```

Caso penal
```
Fechas: 18 de mayo de 2028 - 19 de mayo de 2028
Abogado: Apollo Justice
Ayudantes: Phoenix Wright, Athena Cykes, Miles Edgeworth y Rayfa Padma Khura'in
Fiscal: Ga'ran Sigatar Khura'in
Ayudante: Nahyuta Sahdmadhi
```

```
Víctimas: Inga Karkhuul Haw'kohd Dis'nahm Bi'ahni Lawga Ormo Pohmpus Da'nit Ar'edi Iz Khura'in III y Amara Sigatar Khura'in
Acusados: Dhurke Sahdmadhi y Nahyuta Sahdmadhi
Testigos: Dhurke Sahdmadhi, Rayfa Padma Khura'in, Maya Fey, Amara Sigatar Khura'in y Nahyuta Sahdmadhi
Culpable: Ga'ran Sigatar Khura'in
```

#### Episodio extra: El caso de la viajera del tiempo
```
Fechas: 21 de septiembre de 2028 - 23 de septiembre de 2028
Abogado: Phoenix Wright
Ayudante: Maya Fey
Fiscal: Miles Edgeworth
```

```
Víctima: Dumas Gloomsbury
Acusada: Ellen Wyatt
Testigos: Ema Skye, Larry Butz, Robin Newman, Sorin Sprocket y Pierce Nichody
Culpable: Pierce Nichody
```